# 水島精二
水島 精二（みずしま せいじ、1966年1月28日 - ）は、日本のアニメーション監督。東京都府中市出身。一二三所属。

## 経歴・人物
東京デザイナー学院（現・東京ネットウエイブ）卒業後、東京アニメーションフィルムに入社。『ドラえもん』『おぼっちゃまくん』の撮影の傍ら、撮影監督の熊谷正弘に師事したのち、本格的に演出を目指すため、サンライズへ制作進行として勤務する。退社してゲーム用ムービー制作に従事したのち、アニメーションへ移行する。
ほとんどの監督作品では三間雅文が音響監督を務めている。また、大半の作品に出演している小西克幸の他、一度自身の作品に起用した声優を後の作品でも積極的に起用している。
絵コンテや演出では「ミズシマセイジ」、または「ミズシマセイヂ」の名義を用いることがある。
同業者かつ同姓である水島努と血縁はない。対談では努を「兄者」と呼んでおり、努からは「兄貴」と呼ばれている。
PUFFYのファン。駄目元でアニメの主題歌歌唱を依頼したところ、PUFFYに快諾され、それがきっかけで『大江戸ロケット』の主題歌を彼女達が担当することになった。また、『月刊ニュータイプ』2007年8月号には、PUFFYに囲まれて満面の笑みを浮かべる水島の写真が掲載された。また、『機動戦士ガンダム00』シリーズに出演した高垣彩陽を高く評価しており、『はなまる幼稚園』のエンディングテーマに使われた「キグルミ惑星」は彼女だからこそできた曲と絶賛したうえ、高垣の出演イベントにも頻繁に足を運ぶほどである。
尊敬するアニメ監督には庵野秀明の名前を度々挙げており、彼と関わりの深いガイナックスから『はなまる幼稚園』の監督を依頼された際には、それまでとは異なる方向性やスタッフと仕事してみる意義もあり、引き受けた旨を明かしている。
初の劇場監督作品となった2005年の『劇場版 鋼の錬金術師 シャンバラを征く者』は、第60回毎日映画コンクールアニメーション映画賞を受賞した。
2011年には、日本アニメーター・演出協会主催の『平成23年度 若手アニメーター育成プロジェクト』に選定・評価委員として参加している。
エゴサーチの趣味があり、2ちゃんねる・Twitter・ブログ等で自作の感想を検索していることをたびたび明かしている。
吉田尚記にDJを勧められ、3度断ったが、吉田の押しが強かったためにDJを始める。後にDJコンテンツを手掛けることになり、キャストとして吉田もそれに参加することになるが、キャスティングについて監督である水島は無関係な為、これはただの偶然である。
2015年、第20回アニメーション神戸賞・個人賞を受賞。

## 参加作品

### テレビアニメ
1987年
- シティーハンター（1987年 - 1991年） - 制作進行

1990年
- オバタリアン - 制作進行

1995年
- 新世紀エヴァンゲリオン（1995年 - 1996年）- 演出（第9話）

1996年
- スレイヤーズNEXT - 絵コンテ（第11・17・21・25話）、演出（第5・11・17・25話）
- 機動戦艦ナデシコ - 演出（第13話）

1997年
- マッハGoGoGo（第2作） - 絵コンテ（第27話）、演出（第4話）
- スレイヤーズTRY - 絵コンテ、演出（第6話）
- ルパン三世 ワルサーP38 - 演出、原画
- フォーチュン・クエストL - 絵コンテ（第3話）
- バトルアスリーテス大運動会（1997年 - 1998年） - 絵コンテ、演出（第8・23話）

1998年
- 時空転抄ナスカ - 絵コンテ（第5話）
- ジェネレイターガウル - 監督、絵コンテ（第1・8・12話）、演出（第1・12話）、脚色（第5・8話）

1999年
- 宇宙海賊ミトの大冒険 - 絵コンテ、演出（第12話）
- 地球防衛企業ダイ・ガード（1999年 - 2000年） - 監督、絵コンテ（第1・8・13・14・16・26話）、演出（第1・14・26話）

2000年
- ヴァンドレッド - 絵コンテ、演出（第13話）

2001年
- テイルズ オブ エターニア THE ANIMATION- 絵コンテ（第7話）
- i-wish you were here- - 監督
- 学園戦記ムリョウ - 絵コンテ（第8話）
- ヴァンドレッド 胎動篇 - 絵コンテ、演出
- 機巧奇傳ヒヲウ戦記 - 絵コンテ（第21話）
- シャーマンキング（2001年 - 2002年） - 監督、絵コンテ（第1・53・64話）、演出（第1・64話）

2002年
- スパイラル －推理の絆－（2002年 - 2003年） - 絵コンテ（第18話）

2003年
- 宇宙のステルヴィア - 絵コンテ（第7・19話）
- 獣兵衛忍風帖 龍宝玉篇 - 絵コンテ（第10話）
- 鋼の錬金術師（2003年 - 2004年） - 監督、絵コンテ（第1・9・44・51話）、演出（第25話）

2005年
- 勇者王ガオガイガー FINAL GRAND GLORIOUS GATHERING - 絵コンテ
- 交響詩篇エウレカセブン（2005年 - 2006年） - 絵コンテ（第37話）

2007年
- 大江戸ロケット - 監督、絵コンテ（第1・3・26話）、演出（第3話）
- 機動戦士ガンダム00（2007年 - 2008年） - 監督、絵コンテ（第1・3・14・19・21・24・25話〈第1・19・25話を除きミズシマセイヂ名義〉）、演出（第25話）

2008年
- 機動戦士ガンダム00 セカンドシーズン（2008年 - 2009年）- 監督、絵コンテ（第1・18・22・25話）、演出（第7・25話）
- 屍姫 赫 - 絵コンテ（第8話）

2010年
- はなまる幼稚園 - 監督、絵コンテ（第5話Aパート）
- 怪盗レーニャ - 音響監督
- ソウルイーター リピートショー（-2011年） - 絵コンテ（ED2）

2011年
- UN-GO - 監督、絵コンテ（第1・2・11話）

2012年
- 夏色キセキ - 監督、絵コンテ（第2・5・12話（第2・5話はミズシマセイヂ名義））
- エウレカセブンAO - 絵コンテ（第17・23話）
- アイカツ! - スーパーバイザー

2013年
- BLAZBLUE ALTER MEMORY - 監督協力

2014年
- 悪魔のリドル - 絵コンテ（第12話）
- ガンダムビルドファイターズトライ - 絵コンテ（ED1）

2015年
- うーさーのその日暮らし 夢幻編 - 監督
- コンクリート・レボルティオ〜超人幻想〜 - 監督

2017年
- 僕のヒーローアカデミア - 絵コンテ

2018年
- BEATLESS - 監督、絵コンテ（第1話）

2020年
- D4DJ First Mix（2020年 - 2021年） - 監督

2022年
- D4DJ Double Mix - 総監督

2023年
- D4DJ All Mix - 総監督

2025年
- GUILTY GEAR STRIVE: DUAL RULERS - アソシエイトプロデューサー

### 劇場アニメ
1988年
- めぞん一刻 完結篇 - 撮影

2005年
- 劇場版 鋼の錬金術師 シャンバラを征く者 - 監督、絵コンテ

2007年
- EX MACHINA - 絵コンテ

2010年
- 劇場版 機動戦士ガンダム00 -A wakening of the Trailblazer- - 監督

2011年
- UN-GO episode:0 因果論 - 監督

2014年
- ポケモン・ザ・ムービーXY 破壊の繭とディアンシー - 絵コンテ
- 楽園追放 -Expelled from Paradise- - 監督

2018年
- 劇場版 ひらがな男子 〜序〜 - 監督

2021年
- フラ・フラダンス - 総監督

2026年
- 楽園追放 心のレゾナンス - 監督

時期未定
- アイゼンフリューゲル - 総監督、脚本

### OVA
1990年
- A-Ko The VS / BLUE SIDE - 演出助手

1991年
- 魍魎戦記MADARA - 演出助手
- EXPER ZENON - 演出補

1992年
- 甲竜伝説ヴィルガスト（-1993年） - 演出

1995年
- 女神天国 - 演出
- 卒業 〜Graduation〜 - 演出（第1話）

1997年
- 神秘の世界エルハザード2 - 演出（第1話）

1999年
- メルティランサー The Animation - 演出（第2話）

2000年
- 勇者王ガオガイガーFINAL（-2003年） - 絵コンテ（第4話）

2006年
- 鋼の錬金術師 PREMIUM COLLECTION - 監督

2009年
- 機動戦士ガンダム00 スペシャルエディションI ソレスタルビーイング - 総監督
- 機動戦士ガンダム00 スペシャルエディションII エンド・オブ・ワールド - 総監督

2010年
- 機動戦士ガンダム00 スペシャルエディションIII リターン・ザ・ワールド - 総監督

2017年
- エスカクロン - 総監督

### ゲーム
時期不明
- スーパーリアル麻雀シリーズ - 絵コンテ、演出

1997年
- ベルデセルバ戦記 - 演出

2003年
- 鋼の錬金術師 翔べない天使 - 絵コンテ、演出

2004年
- 鋼の錬金術師2 赤きエリクシルの悪魔 - 監督

2005年
- 鋼の錬金術師3 神を継ぐ少女 - 監修

2019年
- SDガンダム ジージェネレーション クロスレイズ - ELSクアンタのゲーム用装備と戦闘モーション監修

### 舞台
2019年
- 機動戦士ガンダム00 -破壊による再生-Re:Build - 監修

2022年
- 機動戦士ガンダム00 -破壊による覚醒-Re:(in)nobvation　- 監修